# Пасиг (река)
Пасиг (таг. Ilog Pasig, англ. Pasig River) — река на Филиппинах, на острове Лусон. Берёт начало из самого крупного озера страны — Бай и впадает в Манильский залив. Длина — 25 км. Делит Столичный регион на 2 части.
Русло реки зависит от уровня воды в озере Лагуна-де-Бай. Во время сухого сезона уровень озера опускается до отметки 10,5 м. Во время приливов уровень воды может упасть ниже уровня Манильского залива, в результате солёная вода залива устремляется в озеро. Это приводит к загрязнению и увеличению солёности воды озера в это время года. Площадь водосборного бассейна — 570 км².
Во время сезона дождей долина реки подвержена наводнениям, главным источником паводковых вод служит приток Пасиг — река Марикина. Во избежание затоплений из Марикины в озеро Лагуна-де-Бай было построено искусственное русло Manggahan Floodway, длиной 10 км.

## Экология
После Второй мировой войны из-за быстрого роста населения, роста городов региона и строительства большого количества промышленных предприятий, которые зачастую сбрасывали отходы прямо в реку, экологическое состояние Пасига сильно ухудшилось. С 1980-х гг. в реке запрещена рыбалка, а с 1990-х годов река признана биологически мёртвой. Ведутся мероприятия по возрождению реки.